# Simfonija št. 1 (Čajkovski)
Simfonijo št. 1 v g-molu, Zimske sanje (rusko Зимние грёзы), op. 13, je Peter Iljič Čajkovski napisal leta 1866, malo zatem, ko je sprejel profesorsko mesto na moskovskem konservatoriju. Simfonija predstavlja njegovo zgodnje pomembno glasbeno delo. Premiera je bila 18. februarja 1868 v Moskvi.

## Oblika
1. Sanje o zimskem potovanju (Грёзы зимнею дорогой). Allegro tranquillo (g-mol).
2. Pusta dežela, meglena dežela (Угрюмый край, туманный край). Adagio cantabile ma non tanto.
3. Scherzo. Allegro scherzando giocoso.
4. Finale. Andante lugubre — Allegro maestoso.